# Thelymitra × dentata
Thelymitra × dentata là một loài thực vật có hoa trong họ Lan. Loài này được L.B.Moore miêu tả khoa học đầu tiên năm 1968.